# Quarnebeck
Quarnebeck ist ein Ortsteil der Ortschaft Wenze der Stadt Klötze im Altmarkkreis Salzwedel in Sachsen-Anhalt.

## Geographie
Das Dorf Quarnebeck, ein nach Osten erweitertes Rundlingsdorf, liegt 2,5 Kilometer östlich von Wenze und etwa sieben Kilometer südlich der Stadt Klötze am Rand des Naturparks Drömling in der Altmark. Nördlich erstreckt sich ein ausgedehntes Waldgebiet, das Landschaftsschutzgebiet „Zichtauer Berge und Klötzer Forst“, im Süden liegt das Vogelschutzgebiet „Feldflur bei Kusey“. Südlich liegen Trippigleben und Jeggau, östlich Breitenfeld.

## Geschichte

### Mittelalter bis Neuzeit
Eine erste urkundliche Erwähnung Quarnebecks erfolgte im Jahre 1397, als Matthias Balta das Dorff Quernebeke mit allen Pertinentien an die Familie von Plate verkaufte. Anfang des 14. Jahrhunderts ergab sich ein Rechtsstreit zwischen der Familie von Plate und der Familie von Schulenburg der auch die Besitzung Quarnebeck betraf und den die Plates für sich entscheiden konnten. 1430 wird Quarnebeck erneut als brandenburgisches Lehen der Familie von Plate aufgeführt: van Plote ... qwernbeke belegen upp der heide to clöttze. Am 15. Juni 1434 verkauften Gebhardt und Hilmer von Plate unter anderem auch Quarnebeck an Berndt und Matthias von der Schulenburg.
Während des Dreißigjährigen Krieges im April 1626 brach im Dorf die Pest aus, die 46 Menschen, etwa ein Drittel der damaligen Bevölkerung, das Leben kostete. Dies geschah aufgrund der Einquartierung kaiserlicher Truppen, welche das Dorf verwüsteten. Bald zogen wieder Handwerker in den kleinen Ort. Kurz darauf folgten ein Bäcker, ein Schmied, ein Tischler, ein Schneider und ein Stellmacher. Auch eine Wassermühle nahm die Arbeit auf. Es gab einen Kaufladen und zwei Gaststätten und sogar eine Kochschule.
Viele Vereine entstanden, einige gibt es noch heute. Quarnebeck hatte schon frühzeitig eine Kirche mit Küsterhaus. Hier wurde dann um 1860 der erste Unterricht erteilt. 1888 war die neue Schule mit Lehrerwohnung fertiggestellt. 40 Schüler besuchten die Einklassenschule. Die Zahl der Schüler wuchs ständig. Bis 1971 besuchten die Quarnebecker Grundschüler ihre Schule im Ort. Frau Sieglinde Graß war die letzte Lehrerin in Quarnebeck.
Südöstlich lagen die bereits im 14. Jahrhundert wüst gewordenen Dörfer Hohen-Heerde und Sieden-Heerde.

### Vorgeschichte
In der Feldmark von Quarnebeck wurden wiederholt Funde wie Keile und Knochenreste entdeckt. Es wird daher angenommen, dass Quarnebeck schon lange vor 1397 besiedelt war.

### Landwirtschaft
Erst im Jahre 1958 entstand die erste Landwirtschaftliche Produktionsgenossenschaft vom Typ III, die LPG „Frieden“. Im Jahre 1960 gab es 638 Hektar an landwirtschaftlicher Nutzfläche, davon hatte die LPG Typ III „Frieden“ mit 103 Mitgliedern 568 Hektar und die LPG Typ I „Eintracht“ 51 Hektar. 1966 wurde die LPG Typ I an LPG Typ III angeschlossen. Diese wurde 1975 mit den LPG in Trippigleben und Wenze zusammengeschlossen.

### Herkunft des Ortsnamens
Da quairnu, quirn „Mühle“ heißt und beke‚ der „Bach“, könnte die Übersetzung des Ortsnamens Quarnebeck so viel wie „Mühlenbach“ heißen.

### Eingemeindungen
Bis 1807 gehörte das Dorf zum Salzwedelischen Kreis der Mark Brandenburg in der Altmark. Danach lag es ab 1807 bis 1810 im Kanton Mieste auf dem Territorium des napoleonischen Königreichs Westphalen. Ab 1816 gehörte die Gemeinde zum Kreis Gardelegen, dem späteren Landkreis Gardelegen.
Am 25. Juli 1952 wurde Quarnebeck in den Kreis Klötze umgegliedert. Am 1. Januar 1974 wurde die selbständige Gemeinde Quarnebeck nach Wenze eingemeindet.
Durch einen Gebietsänderungsvertrag beschloss der Gemeinderat der Gemeinde Wenze am 8. Januar 2009, dass die Gemeinde Wenze in die Stadt Klötze eingemeindet wird. Dieser Vertrag wurde vom Landkreis als unterer Kommunalaufsichtsbehörde genehmigt und trat am 1. Januar 2010 in Kraft. Nach Eingemeindung der bisher selbstständigen Gemeinde Wenze wurden Quarnebeck, Trippigleben und Wenze Ortsteile der Stadt Klötze. Für die eingemeindete Gemeinde wurde die Ortschaftsverfassung nach den §§ 86 ff. Gemeindeordnung Sachsen-Anhalt eingeführt. Die eingemeindete Gemeinde Wenze und künftigen Ortsteile Quarnebeck, Trippigleben und Wenze wurden zur Ortschaft der aufnehmenden Stadt Klötze. In der eingemeindeten Gemeinde und nunmehrigen Ortschaft Wenze wurde ein Ortschaftsrat mit sechs Mitgliedern einschließlich Ortsbürgermeister gebildet.

### Einwohnerentwicklung
| Jahr | Einwohner |
| ---- | --------- |
| 1734 | 076       |
| 1774 | 105       |
| 1789 | 116       |
| 1798 | 057       |
| 1801 | 060       |
| 1818 | 119       |
| 1840 | 202       |

| Jahr | Einwohner |
| ---- | --------- |
| 1864 | 250       |
| 1871 | 247       |
| 1885 | [00]263   |
| 1895 | 271       |
| 1900 | [00]268   |
| 1905 | 294       |
| 1910 | [00]350   |

| Jahr | Einwohner |
| ---- | --------- |
| 1925 | 361       |
| 1939 | 311       |
| 1946 | 453       |
| 1964 | 256       |
| 1971 | 226       |
| 2017 | [00]180   |
| 2018 | [00]196   |

| Jahr | Einwohner |
| ---- | --------- |
| 2020 | [00]182   |
| 2021 | [00]177   |
| 2022 | [0]174    |
| 2023 | [0]171    |

Quelle, wenn nicht angegeben, bis 1971:

## Religion
Die evangelische Kirchengemeinde Quarnebeck, die früher zur Pfarrei Breitenfeld gehörte wird heute betreut vom Pfarrbereich Breitenfeld im Kirchenkreis Salzwedel im Bischofssprengel Magdeburg der Evangelischen Kirche in Mitteldeutschland.

## Politik
Der Ortsteil Quarnebeck wird durch den Ortschaftsrat Wenze vertreten. Der Ortschaftsrat Wenze setzt sich aus Mitgliedern der Orte Wenze und Quarnebeck zusammen.

### Wappen
| | Blasonierung: „In Gold ein blauer Pfahl, belegt mit einem gestürzten goldenen Schwert, beiderseits begleitet von je zwei gestürzten roten Buchenblättern pfahlweise.“ |
| Wappenbegründung: Der goldene Wappenschild bezieht sich auf die Weizenfelder der umliegend betriebenen Landwirtschaft. Der blaue Pfahl symbolisiert sowohl die Beeke, die das Dorf tangiert, als auch die alte Heerstraße, die durch den Ort verläuft, wobei Letztere durch das gestürzte Schwert unterstrichen wird. Schließlich stehen die roten Blätter für die örtliche viel-hundertjährige sogenannte Blutbuche. Das Wappen wurde vom Kommunalheraldiker Jörg Mantzsch aus Magdeburg gestaltet und am 3. Februar 2017 unter der Registratur 52 ST in die Deutsche Ortswappenrolle des HEROLD eingetragen und dokumentiert. Gestiftet wurde es vom Heimatverein Quarnebeck e. V., um es als Symbol der örtlich-lokalen Identität außerhalb von Amtshandlungen zu führen. | |

## Kultur und Sehenswürdigkeiten
- Die evangelische Dorfkirche Quarnebeck ist ein rechteckischer mittelalterlicher Feldsteinbau mit eingezogenem Westturm. Das Schiff ist verputzt und der Turm verschiefert.[15]
- Der Kirchhof dient als Ortsfriedhof.
- Vor der Dorfkirche steht ein Denkmal für die Gefallenen des Zweiten Weltkrieges. Am Kirchhof steht ein Denkmal mit einem Relief mit gefallenem Krieger und himmlischen Motiven auf der Vorderseite.[16]
- Eine Sehenswürdigkeit stellt der „Eulenturm“ dar, ein alter Stromturm, in dem Eulen nisten.
- Das „Wahrzeichen“ ist die Blutbuche, unter der jährlich das Sängerfest stattfindet, diese grenzt außerdem direkt an den Quarnebecker Saal.
- Quarnebeck gewann 2018 neben Schleberoda den 10. Dorfwettbewerb „Unser Dorf hat Zukunft“ auf Landesebene.[17]

### Vereine
- Schützverein Quarnebeck e. V. mit eigenem Schützenhaus
- Heimatverein Quarnebeck e. V.
- Freiwillige Feuerwehr